# منجم كيرونا
منجم كيرونا هو منجم لاستخراج خام الحديد يقع في مدينة كيرونا في محافظة نوربوتن في إقليم لابي في السويد؛ وهو أكبر منجم لاستخراج خام الحديد تحت الأرضي في العالم. تعود ملكية المنجم الحالية إلى شركة (LKAB) للتعدين السويدية.
في سنة 2018 استخرج حوالي 27 مليون طن من خام الحديد من هذا المنجم.